# Moeve

Logotipo de la marca Cepsa utilizado hasta 2024.

Moeve, anteriormente CEPSA, es el nombre comercial de la Compañía Española de Petróleos, S. A., una empresa española dedicada al sector energético y con sede en Madrid. Fundada en 1929, fue una de las primeras compañías petroleras privadas en España y operó bajo la marca Cepsa hasta 2024. Actualmente es propiedad de Mubadala Investment Company y The Carlyle Group.
En términos de impacto ambiental, en 2021 Moeve se ubicó entre las diez empresas con mayores emisiones de gases de efecto invernadero en España, alcanzando 4,9 millones de toneladas de equivalentes de CO2.

## La empresa
Moeve es una empresa energética integrada que está presente en todas las fases de la cadena de valor del petróleo: Exploración y Producción de petróleo y gas, Refino, Transporte y Comercialización de los derivados petrolíferos y del gas natural, biocarburantes, cogeneración y comercialización de energía eléctrica y Petroquímica, en la que fabrica y comercializa materia prima para la elaboración de productos de alto valor añadido.
Fundada en 1929, Moeve es el tercer grupo industrial español por volumen de facturación. Cuenta con casi 10 000 profesionales en Europa, Asia, África y América.
Moeve es una de las 35 mayores empresas del mundo en su sector y se encuentra entre las diez primeras de Europa por volumen de facturación. En Andalucía, es la número uno por volumen de facturación. Es junto a la empresa Royal Dutch Shell, la única de las grandes multinacionales europeas del petróleo que no ha contado para su formación con la participación del sector público.
Las actividades de Moeve se desarrollan en torno a las actividades de: exploración y producción, refino, química, comercialización y distribución, gas, electricidad y trading. La Compañía posee tres refinerías en España: "Tenerife" (1930), Gibraltar-San Roque (1967) y "La Rábida" (1967); y dos plantas petroquímicas, integradas dos de ellas en la refinería “Gibraltar-San Roque” y otra en la refinería “La Rábida”. Su capacidad productiva le permite procesar 26 000 000 toneladas de crudo al año, lo que representa más del 35 % de la capacidad productiva española y un 2,7 % de la capacidad total de los países de la Unión Europea. Además, cuenta con una red de más de 1700 estaciones de servicio en España, Portugal, Andorra y Gibraltar.
Como apoyo a las tres refinerías y al resto de la compañía, CepsMoeve cuenta con un Centro de Investigación situado en Alcalá de Henares (Madrid) España. En él se realizan multitud de innovaciones y tecnologías propias de aplicación en las distintas áreas de negocio de la Compañía. Su inauguración tuvo lugar en 1975 en la localidad de San Fernando de Henares (Madrid) España, lugar del que fue trasladado, en 2008, a su sitio actual. El Centro cuenta con una superficie útil de más de 12 000 m², de los que 6600 corresponden a 9 salas de laboratorio y 4 salas con 20 plantas piloto.

## Historia

### Orígenes y formación
Cepsa fue fundada en 1929 como una sociedad anónima, convirtiéndose en la primera compañía petrolera privada de España. El objetivo inicial de la empresa era realizar un sondeo petrolífero exploratorio en Venezuela. Un año después, en 1930, establecieron su primera refinería en Tenerife. Las Canarias fueron elegidas como ubicación debido a la Ley del Monopolio de Petróleos de 1927, que prohibía la instalación de industrias petroleras privadas en el territorio peninsular español, el cual estaba bajo la jurisdicción de la estatal CAMPSA. Entre las islas, Tenerife fue seleccionada por su ubicación estratégica y la existencia del puerto de Santa Cruz de Tenerife, un punto de convergencia para numerosas rutas internacionales de navegación.
En 1949, se creó la empresa Refinería de Petróleos de Escombreras (REPESA), una entidad mixta público-privada en la que CEPSA inicialmente tuvo una participación del 24%. Durante la década de 1950, Cepsa se consolidó como el primer fabricante español de lubricantes. En 1954, introdujeron la primera unidad de platforming en España, un proceso que mejora la calidad de la gasolina. Además, Cepsa se convirtió en el principal productor español de productos petroquímicos aromáticos.
En 1964, se fundó la empresa CEPSA Compañía Portuguesa de Petróleos Ltda., iniciando la construcción de una fábrica de asfaltos, la primera instalación de Cepsa fuera de España. En 1967, se estableció la Refinería de Gibraltar-San Roque, nombrada así por su ubicación en el territorio del Campo de Gibraltar (Cádiz), específicamente en el término municipal de San Roque. Hasta ese momento, la refinería de Santa Cruz de Tenerife era la encargada de abastecer tanto las necesidades de CEPSA en las Islas Canarias como en la España peninsular. Con la creación de esta nueva refinería, se logró establecer uno de los mayores centros petroquímicos de Europa y mejorar el abastecimiento del mercado peninsular.

### Etapa de expansión
En 1988, Cepsa tomó un nuevo rumbo al incorporar a IPIC (International Petroleum Investment Company) como accionista. Esta compañía, un fondo soberano de Abu Dabi, adquirió el 10% del capital de Cepsa con el objetivo de asegurar el suministro de crudo y abrir mercados y colaboraciones en el Golfo Pérsico.
En 1990, Elf Aquitaine, una petrolera francesa, compró un 20,5% de participación en Cepsa. Un año después, Cepsa adquirió la empresa de lubricantes Ertoil, lo que incluyó la adquisición de una tercera refinería, de menor tamaño que las dos anteriores, en Palos de la Frontera (Huelva). Ertoil había sido una filial petrolera del holding Ercros, que a su vez era heredero del grupo Unión Explosivos Río Tinto (ERT). Durante esos años, Cepsa también adquirió otra filial de Ercros, la empresa Ertisa, con presencia destacada en el Polo Químico de Huelva.
En 1995, Cepsa incrementó su internacionalización con la construcción de su primera planta industrial química en Canadá. Entre 2000 y 2005, amplió este proceso al construir una segunda planta petroquímica en Canadá y el Reino Unido, y adquirió el 72% de DETEN Química en Brasil.
Con el cambio de siglo, Cepsa centró sus esfuerzos en la exploración, producción y el mercado del gas. Realizó importantes inversiones en pozos de petróleo y gas en Argelia, representando su primer hallazgo significativo. Además, Cepsa se convirtió en el segundo accionista del proyecto Medgaz, con un 42% del capital, para construir un gasoducto desde Argelia a España. Durante este tiempo, Cepsa también estuvo presente en Colombia, Perú y Brasil.
El 16 de febrero de 2011, IPIC compró el 48,8% del capital que estaba en posesión de Total (que había absorbido Elf Aquitaine) por 3 724 millones de euros. Con un 47% de Cepsa, el fondo emiratí lanzó una OPA por la totalidad de la compañía, lo que llevó a Cepsa a dejar de cotizar en bolsa el 8 de agosto de 2011. En 2015, Cepsa inauguró una planta química en Shanghái, uno de los mercados con mayor potencial de crecimiento. Esta planta, con una capacidad de 250.000 Tm de fenol y 150.000 Tm de acetona, esperaba comenzar la producción en 2014 para cubrir la brecha entre la demanda y la oferta de estas sustancias en China. Estas instalaciones permitirían a Cepsa convertirse en el segundo productor mundial de fenol y acetona. En 2017, IPIC y Mubadala se fusionaron para formar la Mubadala Investment Company, el nuevo accionista único de Cepsa. Ese mismo año, Cepsa inauguró una planta de alcoholes vegetales en Indonesia junto a su socio Sinar Mas, expandiendo su negocio de surfactantes.
En 2019, el fondo de inversión Carlyle del Carlyle Group adquirió el 37% de la compañía, convirtiéndose en el segundo accionista tras Mubadala Investment Company. Philippe Boisseau fue nombrado nuevo consejero delegado, sucediendo a Pedro Miró, quien se jubiló. La entrada de Carlyle también implicó cambios en el consejo de administración, incorporando tres consejeros del nuevo accionista frente a los cinco de Mubadala, manteniendo un consejero independiente y al consejero delegado recién nombrado. Además, se creó un departamento técnico dirigido por Juan Miguel Moraleja para supervisar operaciones en Sudamérica. Ese mismo año, Cepsa constituyó la sociedad Mitra Medulas SL para desarrollar infraestructuras de generación eléctrica a través de plantas eólicas y solares.
El 30 de octubre de 2024, Cepsa cambió oficialmente su nombre comercial a Moeve, reflejando su reenfoque hacia proyectos energéticos de bajas emisiones.

## Accionistas
| Accionista           | Sociedad                    | Participación |
| -------------------- | --------------------------- | ------------- |
| Gobierno de Abu Dabi | Mubadala Investment Company | 63%           |
| The Carlyle Group    | The Carlyle Group           | 37%           |

## Administración

### Consejo de Administración
| Cargo                       | Consejero                 |
| --------------------------- | ------------------------- |
| Presidente                  | Musabbeh Al Kaabi         |
| Vicepresidente y Consejero  | Marcel van Poecke         |
| Consejero Delegado          | Maarten Wetselaar         |
| Vocal                       | Alyazia Al Kuwaiti        |
| Vocal                       | Saeed Al Mazrouei         |
| Vocal                       | Bakheet Al Katheeri       |
| Vocal                       | Ángel Corcóstegui Guray   |
| Vocal                       | Bob Maguire               |
| Vocal                       | Joost Dröge               |
| Secretario no consejero     | Ignacio Pinilla Rodríguez |
| Vicesecretario no consejero | José Téllez Menchen       |